# Torneo de Hamburgo 2025
El Torneo de Hamburgo 2025, también conocido como el Bitpanda Hamburg Open 2025, fue un torneo de tenis perteneciente al ATP Tour 2025 en la categoría ATP Tour 500, y a la WTA Tour 2025 en la categoría WTA 250.El torneo se jugó sobre tierra batida en el Am Rothenbaum en la ciudad de Hamburgo (Alemania) desde el 18 hasta el 24 de mayo de 2025 para los hombres y del 14 hasta el 20 de julio de 2025 para las mujeres sobre tierra batida.

## Distribución de puntos
| Categoria            | G   | F   | SF  | CF  | R16 | R32 | C  | C2 | C1 |
| Individual masculino | 500 | 330 | 200 | 100 | 50  | 0   | 25 | 13 | 0  |
| Dobles masculino     | 500 | 300 | 180 | 90  | –   | –   | 45 | 25 | 0  |

| Modalidad           | Campeona | Finalista | Semifinales | Cuartos de final | 2ª ronda | 1ª ronda | Clasificadas | 3ª ronda de clasificación | 2ª ronda de clasificación | 1ª ronda de clasificación |
| Individual femenino | 280      | 180       | 110         | 60               | 30       | 1        | 18           | 14                        | 10                        | 1                         |
| Dobles femenino     | 280      | 180       | 110         | 60               | -        | 1        | -            | -                         | -                         | -                         |

## Cabezas de serie

### Individuales masculino
| Tenista               | Ranking | Preclasificado |
| Alexander Zverev      | 2       | 1              |
| Frances Tiafoe        | 16      | 2              |
| Andrey Rublev         | 17      | 3              |
| Francisco Cerúndolo   | 18      | 4              |
| Alejandro Davidovich  | 26      | 5              |
| Félix Auger-Aliassime | 27      | 6              |
| Brandon Nakashima     | 29      | 7              |
| Sebastián Báez        | 33      | 8              |

- Ranking del 5 de mayo de 2025.[2]

### Dobles masculino
| Tenista                         | Ranking | Preclasificado |
| Harri Heliövaara Henry Patten   | 7       | 1              |
| Kevin Krawietz Tim Puetz        | 11      | 2              |
| Simone Bolelli Andrea Vavassori | 19      | 3              |
| Nikola Mektić Michael Venus     | 29      | 4              |

### Individuales femenino
| Tenista               | Ranking | Preclasificado |
| Ekaterina Alexandrova | 17      | 1              |
| Dayana Yastremska     | 42      | 2              |
| Tatjana Maria         | 45      | 3              |
| Eva Lys               | 61      | 4              |
| Loïs Boisson          | 66      | 5              |
| Moyuka Uchijima       | 72      | 6              |
| Anna Bondár           | 75      | 7              |
| Mayar Sherif          | 86      | 8              |

- Ranking del 7 de julio de 2025.

### Dobles femenino
| Tenista                         | Ranking | Preclasificado |
| Nadiia Kichenok Makoto Ninomiya | 111     | 1              |
| Jesika Malečková Miriam Škoch   | 185     | 2              |
| Moyuka Uchijima Saisai Zheng    | 191     | 3              |
| Zhibek Kulambayeva Maia Lumsden | 195     | 4              |

## Campeones

### Individual masculino
Flavio Cobolli venció a  Andrey Rublev por 6-2, 6-4

### Individual femenino
Loïs Boisson venció a  Anna Bondár por 7-5, 6-3

### Dobles masculino
Simone Bolelli /  Andrea Vavassori vencieron a  Andrés Molteni /  Fernando Romboli por 6-4, 6-0

### Dobles femenino
Nadiia Kichenok /  Makoto Ninomiya vencieron a  Anna Bondár/  Arantxa Rus por 6-4, 3-6, [11-9]